# Ramana Maharši
Šrí Ramana Maharši (30. prosince 1879 – 14. dubna 1950) (rodným jménem Venkataraman Iyer) byl tamilský mudrc, který po svém duchovním probuzení v 16 letech opustil domov a usadil se nejprve v Tiruvannamalai, poté žil na úpatí svaté hory Arunáčaly v Tamil Nadu v jižní Indii. Ačkoli se narodil v bráhmanské rodině, po svém odchodu z domova se prohlásil za "atiašrami", což je termín z šáster pro nepřipoutanost k ničemu a povznesení nad všechna kastovní omezení.
Silné vyzařování ticha jeho přítomností utišovalo mysli těch, kdo byli naladěni na tuto nejčistší formu jeho učení, verbálně předával své učení pouze těm, kdo nedokázali rozumět jeho tichu. Když byl žádán o radu, doporučoval sebedotazování (átmavičáru) jako nejkratší cestu k osvobození. Ačkoli je spojován spíše s nedualitou, advaitou a džňána jógou (jógou rozumových analýz), velmi doporučoval také bhakti (náboženské uctívání a sebeodevzdání) a schvaloval i mnoho jiných cest a praxí.
O popularizaci jeho učení na západě se zasloužil zvláště Paul Brunton. Jeho spisy jako první do češtiny přeložil Karel Weinfurter a poté Ing. Jiří Vacek.

## Život

### Rodinné zázemí
Šrí Ramana se narodil ve vesnici zvané Tiruchuli blízko Madurai v Tamilnádu v Jižní Indii, do ortodoxní hinduistické (Iyerské) rodiny, jako druhý ze čtyř dětí Sundarama Iyera (1845?-1892) a Alagammal (?-1922), po narození byl pojmenován Venkataraman. Jeho sourozenci byli bratři Nagaswamy (1877-1900), Nagasundaram (1886-1953) a sestra Alamelu (1891-1953). Venkataramanův otec byl váženým obhájcem.

### Dětství
Venkataraman jako dítě nejevil známky budoucí proslulosti. Byl oblíbený, dobře sportoval, ve škole byl velmi inteligentní, ale líný, průměrně zlobivý a neprojevoval zájem o náboženství. Měl jen několik zvláštností. Když spal, upadal do tak hlubokého bezvědomí, že ho jeho kamarádi mohli ve spánku i zbít, aniž by se vzbudil. Taky měl neobvyklou dávku štěstí. Když hrál kolektivní hry, jeho strana vždycky vyhrála. Tím si získal přezdívku 'Tangakai', neboli 'zlatá ruka'. Když mu bylo asi 11 let, poslal ho otec ke strýci Sabbiyarovi v Tintukkalu, protože chtěl, aby jeho synové byli vzděláváni anglicky, aby mohli zastávat místa ve státní správě, a v Tiruchuli se učilo pouze v tamilštině. V roce 1891, když byl strýc přeložen do Madurai, se Venkataraman a Nagaswami přestěhovali s ním. V Madurai navštěvoval Skotskou střední školu.

### Probuzení
V roce 1892 jeho otec Sundaram Iyer náhle onemocněl a několik dní po svých 42. narozeninách zemřel. Po smrti svého otce Venkataraman několik hodin rozjímal nad tím, že otcovo tělo je zde, ale 'Já' z něj odešlo.
Poté, co opustil Skotskou střední školu, šel Venkataraman na Americkou misijní střední školu. Jednoho listopadového rána roku 1895 na cestě do školy, když uviděl staršího příbuzného, zeptal se jej, odkud přichází. Odpověď zněla: "Z Arunáčaly". Krishna Bikshu popisuje jeho reakci: slovo Arunáčala bylo Venkataramanovi z dětství povědomé, ale nevěděl, kde to je, jak vypadá ani co se pod tímto jménem skrývá. Avšak toho dne pro něj bylo něčím velkolepým, nedostupným, autoritativním, požehnanou entitou. Mohl by takové místo navštívit? Jeho srdce přetékalo radostí. Arunáčala znamenala posvátnou zemi, jejíž každá částečka osvobozovala. Byla všemohoucí a naplněná mírem. Bylo by ji možné navštívit? "Cože? Arunáčala? Kde to je?" zeptal se. "Copak ani nevíš, kde je Arunáčala, neslyšel jsi o Tiruvannamalai?" divil se příbuzný. Bylo to jako když propíchnete balónek špendlíkem, srdce náhle pokleslo.
O měsíc později narazil na knihu Sekkizhara Periyapuranama, která popisovala životy 63 světců a byl jí hluboce pohnut a inspirován. Naplněn úctou a touhou po napodobení začal navštěvovat blízký Meenakshi Temple v Madurai. Brzy poté, co mu bylo 16 let, zažil zkušenost, která proměnila jeho život. Spontánně zahájil sebedotazování, které po několika minutách vyvrcholilo jeho duchovním probuzením. V jedné ze svých vzácných psaných poznámek o tom napsal: 'Když jsem se ptal Kdo pozoruje?, zjistil jsem, že pozorovatel mizí a zůstává To jediné, které zůstává navždy. Když nevznikla myšlenka, která by mohla říci Pozoroval jsem, jak by pak mohla vyvstat myšlenka Nepozoroval jsem? Šrí Ramana to prý později popisoval následovně:
"Bylo to v roce 1896, asi 6 měsíců předtím, než jsem nadobro opustil Madurai (abych odešel do Tiruvannamalai - k Arunáčale), když se v mém životě stala tato velká změna. Seděl jsem sám v místnosti v prvním patře strýcova domu. Málokdy jsem byl nemocný a tehdy jsem byl naprosto zdravý, ale náhle mne přepadl prudký strach ze smrti. Můj zdravotní stav za něj nemohl být zodpovědný, ani mne nic nenutilo hledat nějaký důvod ke strachu. Prostě jsem cítil, že zemřu, a začal přemýšlet, co s tím. Nenapadlo mne jít za lékařem, za někým starším nebo za nějakým přítelem. Cítil jsem, že ten problém musím vyřešit sám a hned. Šok ze strachu ze smrti obrátil moji mysl dovnitř, aniž bych to formuloval slovy, napadlo mne: 'Teď přišla smrt; co to znamená? Co je to, co umírá? Toto tělo umírá.' Náhle jsem si zdramatizoval přítomnost smrti. Ležel jsem s končetinami křečovitě nataženými (jako by to byl rigor mortis) a napodoboval mrtvolu, abych svému dotazování dodal více reality. Zadržel jsem dech a pevně stiskl rty, aby nemohl uniknout žádný vzduch, aby nemohlo být řečeno slovo 'já' ani žádné jiné. 'Dobrá', řekl jsem si, 'toto tělo je mrtvé'. Takto tuhé bude přeneseno k ohništi a tam spáleno a redukováno na popel. Ale když zemře tělo, zemřu já? Je tělo já? Je tiché a inertní, ale já přesto cítím plnou sílu své osobnosti a dokonce vnitřní hlas. Takže jsem Duchem, přesahujícím toto tělo. Tělo umírá, avšak duch, který je přesahuje, nemůže být dotčen smrtí. To znamená, že jsem nesmrtelná Duše.' To vše nebylo pouhé jalové přemýšlení; problesklo to skrze mne jako živé pravdy, které jsem přímo bez myšlenkového procesu vnímal. Byl jsem čímsi skutečným, jedinou skutečností svého současného stavu a všechna vědomá aktivita spojená s tělem byla zaměřena na toto já. Od tohoto okamžiku zaměřilo toto Já pozornost na sebe v mohutné fascinaci. Strach ze smrti najednou a navždy zmizel. Ego se ztratilo v záplavě vědomí Jáství. Absorpce do Já od toho okamžiku pokračovala. Ostatní myšlenky mohly přicházet a odcházet, jako rozličné tóny hudby, ale já jsem pokračoval jako základní tón, který podbarvuje a mísí se se všemi ostatními tóny."
Po této události ztratil zájem o školní studium, přátele a příbuzné. Stranil se společnosti, dával přednost sezení o samotě, pohlcený v koncentraci na Já, denně chodil do Meenakshi Temple, extaticky oddán obrazům Bohů, z jeho očí kanuly slzy.
Venkataramanův starší bratr Nagaswamy si všiml jeho velké proměny a několikrát jej káral za jeho odpoutanost od všeho okolí. Asi 6 týdnů poté, co Venkataramana pohltilo Já, 29. srpna 1896, se pokoušel dokončit domácí úkol, který mu zadal jeho učitel angličtiny kvůli nezájmu o studium. Venkataraman náhle odhodil knihu a ponořil se do meditace. Jeho starší bratr jej opět začal kárat: "K čemu to všechno je pro někoho takového?" Venkataraman neodpověděl, ale uvědomil si pravdu ve slovech svého bratra.

### Cesta do Arunáčaly
Rozhodl se odejít z domu a jít do Arunáčaly. Protože věděl, že by to jeho rodina nedovolila, tajně vyklouzl a bratrovi řekl, že musí jít do školy na doučování. Shodou okolností jej bratr požádal, aby si vzal pět rupií a zaplatil cestou do školy své školné. Venkataraman si vzal atlas, spočítal cenu cesty, vzal si tři rupie a zbývající dvě nechal doma s listem, na kterém stálo: "Vydal jsem se hledat svého Otce v souladu s jeho příkazem. Toto (míněno tato osoba) se zabývá pouze počestným podnikáním. Takže nad tím nemusí nikdo smutnit, ani vydávat peníze, aby to hledal. Tvoje školné nebylo zaplaceno. Tady jsou dvě zbývající rupie."
Okolo poledne opustil Venkataraman dům svého strýce a odešel na železniční nádraží. Asi ve tři hodiny příštího dne dorazil do Viluppuramu a za úsvitu přišel do města. Unavený a hladový vyhledal potravu a hotel a čekal až do poledne, až bude jídlo připraveno. Pak šel zpátky na nádraží a utratil zbývající peníze za lístek do Mambalappattu, což je zastávka na cestě do Tiruvannamalai. Odtud zamýšlel dojít zbylých asi 30 mil pěšky.
Zhruba po 11 mílích dorazil do chrámu Arayaninallur, před kterým se usadil, aby odpočíval. Když kněz otevřel chrám na 'púdžu', Venkataraman vstoupil a usadil se ve sloupové hale, kde měl vizi křišťálového světla obklopujícího celé místo. Poté, co světlo zmizelo, seděl v hluboké meditaci, než jej kněží, kteří potřebovali zavřít chrám, vyrušili. Požádal je o jídlo a byl odmítnut, ale poradili mu, že může dostat jídlo v chrámu v Kuluru, kam směřovali na bohoslužbu. Venkataraman je následoval a o pozdním večeru, když v tomto chrámě skončila púdža, byl opět odmítnut. Když požádal o vodu, byl poslán do Šástrího domu. Vydal se tam, ale byl zesláblý, upadl a přitom rozsypal rýži, kterou dostal v chrámu. Když přišel znovu k vědomí, začal sbírat rozsypanou rýži, aby nepromarnil ani jediné zrníčko.
Mezi davem, který se shromáždil okolo Venkataramana, když upadl, byl také Muthukrishna Bhagavatar. Byl tak dojat Venkataramanovou výjimečnou krásou a pocítil s ním takový soucit, že zavedl chlapce do svého domu, kde mu poskytl nocleh a jídlo. Bylo to 31. srpna, na svátek Gokulastami - den Krišnova narození. Venkataraman zastavil u Bhagavatara své náušnice a požádal jej o půjčku čtyř rupií, aby mohl svou pouť dokončit. Jakmile se Venkataraman vydal na další cestu, dlužní úpis roztrhal, protože věděl, že náušnice už nikdy nebude potřebovat.
Ráno 1. září 1896 nastoupil Venkataraman na vlak a dojel zbylou vzdálenost. V Tiruvannamalai šel přímo do Chrámu Arunachaleswary. Nejenže byla otevřená brána chrámu, ale také byly otevřené dveře vnitřní svatyně. Uvnitř nikdo nebyl, ani kněz. "Přišel jsem na Tvůj příkaz. Tvá vůle se staň." Objal v extázi lingu. Palčivý pocit, který začal v Madurai (který později popsal jako "nevýslovná muka, která jsem tam potlačil"), se rozpustil v Arunachaleswarovi. Venkataraman byl bezpečně doma.

### Začátky v Arunáčale
Prvních několik týdnů strávil ve sloupové hale, ale posouval se na jiná místa v chrámu a nakonec do kobky Patala-lingamu, aby nebyl rušen. Tam strávil celé dny ponořen v tak hlubokém samádhi, že nevnímal ani štípání havěti a hmyzu. V podzemní kobce jej objevil místní světec Seshadri Swamigal, který se jej pokoušel chránit. Po šesti týdnech u Patala-lingamu byl vynesen ven a očištěn. V následujících dvou měsících přebýval v Subramanya Shrine, tak nevědomý o svém těle a okolí, že musel být krmen, protože jinak by zemřel hlady.
Poté byl pozván do mangového sadu vedle Gurumurtamu, chrámu asi míli od Tiruvannamalai. Krátce po jeho příjezdu se na něj přišel podívat sádhu jménem Palanisvámi. Tento první daršan naplnil Palanisvámího mírem a požehnáním, který se od té chvíle o Šrí Ramanu staral a byl jeho stálým návštěvníkem. V době pobytu v jeskyních Gurumurtam a Virupaksha (1899-1916) a Skandasramam (1916-22), byl nástrojem božské ochrany pro Ramanu, přebývajícího po většinu času ve stavu vnitřního požehnání bez vědomí těla.
Šrí Ramana postupně, navzdory svému tichu, strohosti a touze po soukromí přitáhl pozornost návštěvníků, z nichž se někteří stali jeho žáky. Nakonec jej objevila i jeho rodina. Nejprve přišel jeho strýc Nelliappa Iyer a žádal jej, aby se vrátil domů, přičemž mu sliboval, že rodina nebude rušit jeho asketický život. Šrí Ramana seděl bez pohybu, až to strýc vzdal. V prosinci 1898 jej v chrámu Pavalakkunru, na jednom z východních výběžků Arunáčaly, vyhledala matka a bratr Nagaswami. Den po dni prosila o jeho návrat, avšak žádné slzy a přemlouvání na něj neměly viditelný vliv. Prosila o pomoc oddané, kteří se shromáždili okolo, až jeden požádal Ramanu, aby své matce napsal odpověď. Ramana napsal na lísteček: "V souladu s prarabdha karmou každého, Jeden, jehož funkcí je určovat, přivádí každého k činnosti. Co se nemá stát, se nikdy nestane, jakoukoli námahu by kvůli tomu mohl někdo vynaložit. A co se má stát se jistě stane, jakkoli by se to někdo mohl snažit odvrátit. To je jisté. Úlohou moudrosti je tedy setrvávat v klidu." Matka se vrátila smutná do Madurai.
Brzy poté, v únoru 1899, se Šrí Raman posunul výše na Arunáčalu, kde krátce přebýval v jeskyních Satguru Cava a Guhu Namasivaya Cave, než se na následujících 17 let usadil u jeskyně Virupaksha Cave, přičemž v létě používal jeskyni Mango Tree cave.
V roce 1902 navštívil s psací destičkou mladého svámího státní úředník Sivaprakasam Pillai, který doufal, že od něj obdrží odpovědi na otázky o tom, "Jak poznat vlastní pravou totožnost". Těchto čtrnáct otázek položených mladému svámímu a jeho odpovědi byly prvním Ramanovým učením o sebedotazování, metodě, díky níž se stal proslulým, a které byly nakonec publikovány pod názvem 'Nan Yar?' neboli česky 'Kdo jsem já?'.
Z lidí, kteří jej přišli navštívit, se mnozí stali jeho žáky. V roce 1907 navštívil Ramanu Kavyakantha Sri Ganapati Sastri, uznávaný znalec védanty. Poté, co od něj obdržel ponaučení, jej prohlásil za Bhagavána Šrí Ramanu Maharšiho. Od té doby je Ramana znám pod tímto jménem.

### Maharši a Západ
V roce 1911 objevil Šrí Ramanu první zápaďan. Frank Humpreys, který tehdy pracoval v Indii jako policista, o něm napsal několik článků, které byly publikovány v The International Psychic Gazette v roce 1913. Do širšího známosti v Indii a ve světě se Maharši dostal po roce 1934, když Paul Brunton, který jej navštívil poprvé v lednu roku 1931, publikoval knihu Tajnosti indické, která získala velkou popularitu. V důsledku toho Ramanu navštívilo mnoho lidí, mezi nimi také Paramahansa Jógananda, Somerset Maugham (v jehož románu z roku 1944 The Razor's Edge se objevuje duchovní guru inspirovaný Šrí Ramanou), Mercedes de Acosta, Julian P. Johnson a Arthur Osborne. Šrí Ramanova relativní známost se ve 40. letech 20. století poměrně rychle šířila. Navzdory tomu zůstával Šrí Ramana v moci ticha, poměrně málo mluvil a nezabýval se ani slávou ani kritikou. Dále vedl asketický život.

### Příjezd matky
V roce 1912 byl za přítomnosti žáků pozorován stav, kdy vykazoval příznaky smrti, který trval asi 15 minut. Poté údajně získal schopnost zabývat se praktickými záležitostmi, i když zůstával v Sahadža Nirvikalpa Samádhi. V roce 1916 se matka Algammal a mladší bratr Nagasundaram k Ramanovi v Tiruvannamalai připojili a následovali jej, když se přesunul do větší jeskyně Skandashram, kde Bhagaván žil až do konce roku 1922. Jeho matka začala žít život sanjásína a Šrí Ramana jí věnoval intenzivní osobní vedení, když se zabývala vedením kuchyně ášramu. Ramanův mladší bratr Nagasundaram poté, co se také stal sanjásínem, přijal jméno Niranjanananda a byl známý jako Chinnaswami (mladší svámí).
V tomto období Ramana složil Pět hymnů na Arunáčalu, svoji největší sbírku devocionální lyrické poezie. Prvním je Akshara Mana Malai (Svatební věnec veršů pro Šrí Arunáčalu). Byl složen v Tamilštině jako reakce na žádost oddaného o píseň kterou by mohl zpívat když žebrá ve městě o almužny. "Svatební věnec" v zářivé symbolice vypráví o lásce a sjednocení mezi lidskou duší a Bohem, čímž vyjadřuje postoj duše, která dosud aspiruje.

### Matčina smrt
Od roku 1920 se matčino zdraví zhoršovalo. V den její smrti, 19. května 1922, u ní Šrí Ramana od 8 hodin dopoledne seděl. Svědkové tvrdí, že držel svoji pravou ruku na jejím srdci na pravé straně hrudníku a levou ruku na její hlavě až do 8 hodin večer, kdy ji prohlásil za osvobozenou, doslova "Adangi Vittadu, Addakam" ("absorbovanou"). Později k tomu řekl: "Víte, zkušenosti zrození jsou mentální. Myšlení také, závisí na sanskárách (sklonech mysli). Matka musela podstoupit všechna svá budoucí zrození v poměrně krátkém čase." Její tělo bylo uloženo v hrobce, na jejíž vrchol byl umístěn Šiva lingam, jemuž bylo dáno jméno Mathrubutheswara (Šiva projevující se jako matka). K připomenutí výročí smrti Ramanovy matky se každým rokem u Mathrubutheswary koná púdža, známá jako Aradhana nebo Mahápúdža.
Poté Šrí Ramana často chodil ze Skandášramu k její hrobce. V Prosinci 1922 sestoupil trvale ze Skandášramu a usadil se na úpatí hory, kde je Šrí Ramanášram umístěn dodnes.

### Střední období
Jak se Ramanášram rozrůstal vznikla v něm knihovna, nemocnice, pošta a mnohá další zařízení. Šrí Ramana vykazoval přirozený talent pro plánování stavebních projektů, jak uvádí Annamalai Swami ve svých vzpomínkách. Až do roku 1938 byl Annamalai Swami pověřen stavebním dohledem podle přímých Ramanových pokynů. Ve 40. letech 20. století mnozí z Ramanových nejhorlivějších oddaných odešli.
Šrí Ramana projevoval také neobvyklou laskavost ke zvířatům, která podle jeho vyjádření mohou také dosáhnout osvobození. Ráno 18. června 1948 si všiml, že jeho oblíbená kráva Lakšmí je blízko smrti. Podobně jako kdysi u své matky umístil Šrí Ramana svou ruku na její srdce a hlavu. Kráva dopoledne pokojně zemřela a Šrí Ramana později prohlásil, že byla osvobozena.
Šrí Ramana věřil v moc ticha a poměrně málo používal řeč. Vedl skromný a odříkavý život, co se týče nejnutnějších životních nezbytností závisel na návštěvnících a oddaných. Avšak populární představa, že byl člověkem který po většinu času jen tiše seděl v samádhi je podle Davida Godmana, který o Šrí Ramanovi mnoho psal, naprosto zavádějící. Podle Godmana od doby, kdy kolem něj začal vznikat ášram poté, co za ním přijela jeho matka, byl Šrí Ramana ve skutečnosti co se týče aktivit v Ášramu tak aktivní, až selhalo jeho zdraví.

### Poslední období
V listopadu 1948 lékař Ášramu na Maharšiho paži nalezl a následně odoperoval rakovinový výrůstek. Brzy poté, když se objevil další, následovala další operace, kterou prováděl špičkový chirurg a následně ozařování rádiem. Doktor Šrí Ramanovi řekl, že pro zachování života by byla potřebná kompletní amputace paže, avšak Ramana odmítl. Třetí a čtvrtá operace proběhly v srpnu a prosinci 1949, avšak pouze jej oslabily. Byly vyzkoušeny také alternativní medicínské přístupy; všechny však byly neúčinné a byly ukončeny do března, kdy se oddaní vzdali veškeré naděje. Během toho všeho zůstával podle svědků Šrí Ramana klidný a bezstarostný. I když se jeho stav zhoršoval, Šrí Ramana zůstával přístupný tisícům návštěvníků, kteří za ním přišli, i když ho pečovatelé žádali, aby si odpočinul. Jeho vztah ke smrti byl vyrovnaný. Těm, kdo ho žádali, aby se v zájmu oddaných léčil, odpovídal: "Proč jste tak připoutaní k tomuto tělu? Nechte je odejít." a "Kam bych šel? Jsem zde."
Od dubna 1950 byl Šrí Ramana příliš slabý, nemohl už chodit do sálu a návštěvní hodiny byly omezeny. Návštěvníci stáli v řadě za malou místností, kde strávil své poslední dny, aby naposledy zazářil. Svámí Satjánanda, tehdejší návštěvník uvádí, že "Večer 14. dubna 1950 jsme masírovali Ramanovo tělo. Okolo pěti hodin nás požádal, abychom mu pomohli se posadit. V tom okamžiku oddaní začali zpívat "Arunáčala Šiva, Arunáčala Šiva". Když to Ramana uslyšel, jeho tvář zazářila radostí. Z jeho očí tekly slzy a po dlouhý čas nepřestávaly téct. Také jsem trochu poplakával. Dával jsem mu lžíce vody se zázvorem. Doktor chtěl nařídit umělou respiraci, ale Ramana to odbyl. Šrí Ramanovo dýchání postupně sláblo a sláblo, až ve 20:47 úplně ustalo." Nezávislá svědectví uvádí, že v tom samém okamžiku bylo po celé Indii pozorováno světlo stoupající k obloze. Henri Cartier-Bresson, Francouzský fotograf, který tehdy byl na dva týdny v ášramu o této události vypráví:
"Byl to naprosto překvapivý zážitek. Byl jsem na otevřeném prostranství před svým domem, když mí přátelé obrátili moji pozornost k nebi, kde jsem uviděl živě zářivou kometu se světélkujícím ohonem, nepodobající se žádné kometě kterou jsem viděl do té doby. Přicházela z jihu, pomalu se pohybovala přes oblohu a poté co dosáhla vrcholu Arunáčaly zmizela za ní. Protože to bylo tak neobvyklé, podívali jsme se všichni na hodinky - bylo 20:47 - a pak jsme běželi do ášramu, abychom zjistili, že naše předtucha byla bohužel správná: právě v té minutě Mistr odešel do parinirvány."
Cartier-Bresson vyfotil 4. dubna jedny z posledních snímků Šrí Ramany, poté fotografoval přípravy na pohřeb. Ramanova odchodu v Indii údajně želely miliony lidí. Dlouhý článek o jeho smrti v New York Times končí slovy: "Zde v Indii, kde tisíce takzvaných svatých mužů rozhlašují svůj souzvuk s nekonečnem se povídá, že nejpozoruhodnější věc na Ramanovi Maharšim byla, že o sobě nikdy nic zvláštního netvrdil, přesto se však stal nejmilovanějším a nejrespektovanějším ze všech.

## Učení
Šrí Ramanovo učení o sebedotazování, se kterým je nejčastěji spojován, bylo z hlediska védské filosofie klasifikováno jako cesta vědění (Džňána márga). Ačkoli je jeho učení všeobecně spojeno s hinduismem, upanišádami a advaita-védántou, jsou mezi jeho učením a tradičními školami advaity určité rozdíly. Sám Ramana schvaloval praktiky rozmanitých duchovních cest a různých náboženství.
Jeho nejranější učení je dokumentováno v knize Nan Yar? (Kdo jsem Já?), prvně napsané v tamilštině. Poprvé je publikoval Sri Pillai,, avšak za definitivní je považována verze revidovaná Šrí Ramanou. Překlad do angličtiny je dostupný jako "The path of Sri Ramana, Part One" (Cesta Šrí Ramany, část I) od Šrí Sádhu Óm, jednoho z přímých žáků Šrí Ramany. Následují výňatky z této definitivní verze:
- Neboť všechny živé bytosti vždy touží být šťastny, bez utrpení, protože v případě každého je pozorována nejvyšší láska k svému já, a protože jedině štěstí je příčinou lásky, aby bylo získáno toto štěstí které je přirozeností člověk a které je zažíváno ve stavu hlubokého spánku ve kterém není mysl, člověk by měl poznat sám sebe. Prostředkem k tomu je cesta poznání, jejímž hlavním prostředkem je dotazování se "Kdo jsem já?".
- Poznání samo je "Já". Povaha (tohoto) poznání je existence-vědomí-blaho
- To, co je nazýváno myslí, je podivuhodnou silou existující v Já. Tato síla projektuje a myslí. Pokud dáme stranou všechny myšlenky a podíváme se, nezbude nic takového jako oddělená mysl; myšlenka sama je tvarem mysli. Ve světě neexistuje nic jiného než myšlenky.
- Ze všech myšlenek, které vznikají v mysli, myšlenka "já" je první myšlenkou.
- To, co povstává v tomto těle jako "já", je mysl. Pokud se člověk dotazuje "V které části těla prvně vyvstává myšlenka 'Já'?", zjistí, že to je v srdci [duchovní srdce je "kousek napravo od středu hrudníku"]. Dokonce i když člověk neustále myslí "já", "já", povede to do tohoto místa (Jáství)".
- Mysl ustoupí jedině cestou dotazování "Kdo jsem já?". Myšlenka "Kdo jsem já?", která ničí všechny ostatní myšlenky, je nakonec sama zničena podobně jako dřívko použité pro zapálení pohřební hranice.
- Pokud vyvstanou jiné myšlenky, měl by se člověk, aniž by se je pokoušel dokončit, dotazovat "Komu tyto myšlenky vyvstávají?", čímž dosáhne odpovědi "Mně". Pokud se poté dotazuje "Kdo jsem já?", mysl (síla pozornosti) se obrátí zpátky do svého zdroje. Opakovaným cvičením se síla mysli setrvávat ve svém zdroji zvyšuje.
- Pouze to místo, kde neexistuje ani ta nejslabší stopa "já", je "Já".
- Já samotné je světem; Já samotné je já; Já samotné je Bohem; vše je Nejvyšší Já (šiva svarúpam)

Šrí Ramana varoval před tím, aby sebedotazování nebylo považováno za pouhé intelektuální cvičení. Aby bylo správně provedeno, vyžaduje rozhodné a intenzivní zafixování pozornosti na pocit "já", bez myšlení. Snad by bylo prospěšnější pohlížet na ně jako na "sebe-pozornost" či "sebe-strpění" (Sri Sadhu Om - The Path of Sri Ramana Part I). Klíč je v Ramanově vlastní zkušenosti smrti, když mu bylo 16. Poté, co vyvstala otázka "Kdo jsem já?", "obrátil svou pozornost velice horlivě do sebe". Pozornost musí být zaměřena na "Já", až pocit dvojnosti zmizí.
Ačkoli doporučoval sebedotazování jako nejrychlejší prostředek pro realizaci, ví se, že také doporučoval bhakti a sebe-odevzdání (svému Božstvu nebo Guruovi) buď současně nebo jako přiměřenou alternativu, která nakonec konverguje k cestě sebedotazování.

## Učení Šrí Ramany a Advaita
Učení Šrí Ramany a tradiční škola advaity, kterou prorazil Šrí Šankaračárja mají mnoho společného. Šrí Ramana často zmiňoval a doporučoval studium následujících klasických prací: Aštávakragíta, Ribhugíta a Esence Ribhugíty, Jóga vasišta sára (tj. esence jóga vasišty), Tripúra Rahásja, Kajvalja Nanvaníta a Ellam Ondre. Avšak jsou zde praktické rozdíly mezi tradičními školami advaity, doporučující negativní néti, néti (sánskrtsky "ani to, ani to" [nejsem já]), nebo mentální afirmace že Já je jedinou realitou jako "Já jsem Brahman" nebo "Já jsem On", zatímco Šrí Ramana doporučuje dotazování "Nan Yar" (tamilsky, "Kdo jsem já"). Navíc, na rozdíl od advaistických škol, Šrí Ramana většinu příchozích rozhodně odrazoval od přijetí asketického způsobu života.
- Tradiční advaistická škola doporučuje "vyloučení všeho co je nejá (pěti obalů) až zůstane pouze Já". Pět kóš, neboli obalů (těl), ukrývajících pravé Já jsou: Materiální, Vitální, Mentální, Vědomosti a Blaženost

- Šrí Ramana tvrdí, že "dotazování formou 'Kdo jsem Já' je samo o sobě hlavním prostředkem. Aby mysl ustoupila, není jiný přiměřený prostředek než sebedotazování. Pokud je mysl ovládána jinými prostředky, bude se zdát jako by odezněla, avšak znovu povstane". Povšimněte si, že "Nan Yar" byla zdokumentována Ramanovým žákem M. Šivaprákšam Pillaiem, který již byl ovlivněn tradiční advaitou, a tak do ní přidal jako své vlastní vysvětlení poznámky o tradiční advaistické metodě negace; tyto dodatečné poznámky později Šrí Ramana odstranil.

## Učitelé jeho tradice
Považoval za svého vlastního gurua Já, ve formě posvátné hory Arunáčaly. Šrí Ramana se neprezentoval jako guru, nikdy si nenárokoval žádné žáky a nikdy neoznačil žádné následovníky. Ačkoli se říká, že někteří z jeho návštěvníků se stali díky spojení s ním osvícenými, a ačkoli existují zprávy o soukromém potvrzení, nikdy veřejně neprohlásil jakoukoli osobu za osvobozenou, s výjimkou své matky když zemřela. Šrí Ramana sám se označoval za atiášramu (osoba nad všemi kastovními a náboženskými omezeními, nepřipoutaná ve svém životě k ničemu), a nepatřil k žádné posloupnosti mistrů, ani se k žádné nehlásil. Navzdory tomu existuje v současnosti mnoho učitelů, kteří se veřejně hlásí ke Šrí Ramanovi a někteří tvrdí, že jsou v jeho duchovní posloupnosti.
Jeho metodu lze charakterizovat následovně:
1. Naléhal na ty, kdo za ním chodili, aby prováděli sebedotazování;
2. Směroval lidi, aby hledali realizaci spíše ve svém nitru než venku ("Skutečný Bhagaván sídlí ve vašem Srdci jako vaše pravé Já. To je kdo skutečně jsem.");
3. Díval se na všechny, kdo za ním přišli jako na Já, spíše než na menší bytosti ("Džňání se v nikom nevidí adžňání. Všichni jsou v jeho očích džňání.");
4. Neúčtoval si žádné peníze a neústupně požadoval aby si nikdo neříkal jeho jménem o peníze (nebo o cokoli jiného);
5. Nikdy se nepropagoval, ani na sebe neupozorňoval. Místo toho zůstal 54 let na jediném místě, kde poskytoval duchovní vedení každému kdo přišel, s jakoukoli minulostí, a na oplátku nic nepožadoval;
6. Považoval pokoru za nejvyšší vlastnost;
7. Říkal, že hluboký smysl míru pociťovaného v okolí džňáních je nejjistějším indikátorem jejich duchovního stavu, že rovnost ke všem je skutečným příznakem osvobození a že opravdový džňání vždy jednají pro druhé, ne pro sebe.

## Významní následovníci
V průběhu Šrí Ramanova života k němu byli přitahováni lidé z nejrůznějších sociálních vrstev, náboženství a zemí. Někteří zůstali po zbytek svých životů (nebo jeho života) a sloužili mu s velkou oddaností, jiní přišli na jediný daršan a odešli, hluboce pohnuti mírem,který vyzařoval.
Množství jeho následovníků napsalo knihy vysvětlující Šrí Ramanovo učení. Šrí Muruganar (1893-1973), jeden ze Šrí Ramanových předních oddaných, který žil 26 let jako Ramanův stín, zaznamenal nejobsáhlejší sbírku Šrí Ramanových výroků v práci zvané Guru Vachaka Kovai (Věnec guruových rčení). Šrí Ramana tuto práci společně se Šrí Muruganarem pečlivě revidoval, upravil mnohá úsloví, aby co nejpřesněji odrážela jeho učení a přidal další. Šrí Muruganar byl také Šrí Ramanovi k ruce při psaní Upadéša Saram (Esence pokynů)  a Ulladu Narpadu (Čtyřiceti veršů o skutečnosti).
Šrí Sádhu Óm strávil asi pět let se Šrí Ramanou a asi
28 let se Šrí Muruganarem. Své pochopení Ramanova učení o sebedotazování popsal v knize "The Path of Sri Ramana – Part One." (Cesta Šrí Ramany, část I) Suri Nagamma napsala svému bratrovi v telugštině sérii dopisů, ve kterých popisuje v průběhu pěti let Ramanovy dialogy s oddanými. Každý z těchto dopisů byl před odesláním Ramanou opraven. Mezi Šrí Ramanovy opatrovníky patřili Pallaniswami (od r. 1897), Kunju Swami (od r. 1920), Mahava Swami, Krishna Bhishu a Annamalai Swami (od r. 1928).
Rukopisy Paula Bruntona přitáhly ke Šrí Ramanovi značnou pozornost Západu. Mezi ostatní Zápaďany píšící o Šrí Ramanovi patřili Arthur Osborne (první editor časopisu ášramu The Mountain Path), Major Chadwick (který v Ramanově době vedl Véda Patásalu) a S. S. Cohen. V méně vzdálené době píše David Godman, bývalý knihovník ášramu, jak o Šrí Ramanově učení, tak také v sérii knih (Síla přítomnosti) pronikavě portrétuje životy mnoha méně známých návštěvníků a oddaných Šrí Ramany. Swami Ramdas navštívil Ramanu na své poutní cestě v roce 1922, po daršanu strávil 21 dní sám při meditaci v jeskyni v Arunáčale, což jej vedlo k přímé realizaci, že "Vše je Ráma, nic než Ráma".
Maurice Frydman (a.k.a. Swami Bharatananda), Polský Žid, který později přeložil práci Nisargadatta Maharádže z marathi do angličtiny konstatoval, že "Já jsem To" bylo také silně ovlivněno učením Šrí Ramany.
Českým následovníkem 20. až 21. století vycházejícím z učení Šrí Ramany Maharšiho, je mystik, spisovatel a překladatel duchovní literatury Ing. Jiří Vacek. Do českého jazyka přeložil díla jako Kdo jsem já, Rozhovory s Ramanou Mahárišim a další. Ve svých pracích se pak autor mj. zabývá teorií a praxí átmavičáry, která při nepřetržitém provádění vede k poznání naší pravé podstaty, našeho pravého Já.
K odkazu Šri Ramany Maharšiho se hlásil i Eduard Tomáš.

## Knihy

### Učení
- Šrí Ramana Maharši - Poselství; Výbor z rozmluv a veršů; sestavil a přeložil Jiří Navrátil; Avatar 2004; ISBN 80-85862-59-X
- The Spiritual Teaching of Ramana Maharshi (ISBN 1-59030-139-0)
- Be as You Are: The Teachings of Sri Ramana Maharshi, by David Godman (ISBN 0-14-019062-7)
- Guru Vachaka Kovai (Garland of Guru's Sayings) by Sri Muruganar, translation Sri Sadhu Om PDF[32]
- The Collected Works Of Sri Ramana Maharshi. Contains compositions by Sri Ramana, as well as a large number of adaptations and translations by him of classical advaita works (ISBN 81-88018-06-6)
- The Path of Sri Ramana, Part One and The Path of Sri Ramana, Part Two, by Sri Sadhu Om (ASIN B000KMKFX0) PDF[33]
- Happiness and the Art of Being: A Layman's Introduction to the Philosophy and Practice of the Spiritual Teachings of Bhagavan Sri Ramana (ISBN 1-4251-2465-8) PDF[34]
- The Essential Teachings of Ramana Maharshi: A Visual Journey (ISBN 1-878019-18-X)
- Talks with Sri Ramana Maharshi, by Munagal Venkataramiah, covers the period 1935 to 1939 (ISBN 81-88018-07-4) PDF[35]
- Reflections: On Talks with Sri Ramana Maharshi, by S.S.Cohen (ISBN 81-88018-38-4) PDF[36]
- Padamalai: Teachings of Ramana Maharshi Recorded by Sri Muruganar, edited by David Godman (ISBN 0-9711371-3-7)
- Sri Ramana Gita (ISBN 81-88018-17-1)
- The Teachings of Ramana Maharshi in his own words, by Arthur Osborne (ISBN 81-88018-15-5) PDF[37]
- Day by Day with Bhagavan by A Devaraja Mudaliar (ISBN 81-88018-82-1). An account of daily discussions during the period 1945 to 1947.
- Gems from Bhagavan, by A. Devaraja Mudaliar
- Maha Yoga, by 'Who' (Lakshmana Sharma), Rev 2002 (ISBN 81-88018-20-1), PDF[38]
- Ramana Puranam: Composed by Sri Ramana Maharshi and Sri Muruganar
- Origin of Spiritual Instruction by Bhagavan Sri Ramana Maharshi
- Who am I?: the teachings of Bhagavan Sri Ramana Maharshi by Ramana Maharshi

### Biografie
- Self-Realization: The Life and Teachings of Bhagavan Sri Ramana Maharshi, by B.V. Narasimha Swami (ISBN 81-88225-74-6)
- Ramana Maharshi and the Path of Self Knowledge, by Arthur Osborne online text Archivováno 12. 8. 2011 na Wayback Machine.
- Sri Ramana Leela, by Krishna Bhikshu (Telegu Original) PDF version online[39]
- Timeless in Time: Sri Ramana Maharshi, by A.R. Natarajan (ISBN 81-85378-82-7)
- Ramana Maharshi: His Life, by Gabriele Ebert (ISBN 978-1-4116-7350-2)

### Vzpomínky
- A Sadhu's Reminiscences of Ramana Maharshi, by Major A. W. Chadwick (ISBN 81-88018-37-6)
- Living By The Words of Bhagavan, by David Godman (no ISBN) about Annamalai Swami
- The Power of the Presence, Part One, by David Godman (ISBN 0-9711371-1-0), about several devotees
- The Power of the Presence, Part Two, by David Godman (ISBN 0-9711371-0-2), about several devotees
- The Power of the Presence, Part Three, by David Godman (ISBN 0-9711371-2-9), about several devotees
- Letters from Sri Ramanasramam, by Suri Nagamma (ISBN 81-88018-10-4), contains 273 letters from the period 1945 to 1950, each one corrected by Sri Ramana.
- A Practical Guide to Know Yourself: Conversations with Sri Ramana Maharshi (ISBN 81-85378-09-6)
- Talks With Sri Ramana Maharshi: On Realizing Abiding Peace and Happiness (ISBN 1-878019-00-7)
- Guru Ramana, by S.S. Cohen (ISBN 81-88225-22-3)
- Moments Remembered, Reminiscences of Bhagavan Ramana, by V. Ganesan (ISBN 978-81-88018-43-7)
- Living with the Master, Reminiscences by Kunjuswami (ISBN 81-88018-99-6)
- Sri Ramana Reminiscences, by G. V. Subbaramayya

### Pro děti
- Sri Ramana, Friend of Animals: Hobbler and the Monkeys of Arunachala ISBN 81-8288-047-5
- Sri Ramana, Friend of Animals: The Life of Lakshmi the Cow
- Ramana Thatha (Grand Father Ramana), by Kumari Sarada ISBN 81-85378-03-7
- Ramana Maharshi (Amar Chitra Katha: The Glorious Heritage of India series) ISBN 81-7508-048-5